# Giro dell'Emilia 1993
Il Giro dell'Emilia 1993, settantaseiesima edizione della corsa, si svolse il 25 settembre 1993 su un percorso di 205 km. La vittoria fu appannaggio dell'italiano Maurizio Fondriest, che completò il percorso in 5h07'59", precedendo lo svizzero Pascal Richard e il connazionale Claudio Chiappucci.

## Ordine d'arrivo (Top 10)
| Pos. | Corridore          | Squadra             | Tempo    |
| ---- | ------------------ | ------------------- | -------- |
| 1    | Maurizio Fondriest | Lampre-Polti        | 5h07'59" |
| 2    | Pascal Richard     | Ariostea            | s.t.     |
| 3    | Claudio Chiappucci | Carrera Jeans       | s.t.     |
| 4    | Pëtr Ugrjumov      | Mecair-Ballan       | a 4"     |
| 5    | Ivan Gotti         | Gatorade-Mega Drive | a 26"    |
| 6    | Harald Maier       | Festina-Lotus       | a 2'10"  |
| 7    | Alberto Elli       | Ariostea            | s.t.     |
| 8    | Dario Bottaro      | Mecair-Ballan       | s.t.     |
| 9    | Emmanuel Magnien   | Castorama           | s.t.     |
| 10   | Gilles Delion      | Castorama           | s.t.     |